# جراند بريكس دو موربيهان 2023
جراند بريكس دو موربيهان 2023 (بالفرنسية: Grand Prix du Morbihan 2023)‏ هو سباق دراجات هوائية، وهو الموسم السادس والأربعين من جراند بريكس دو موربيهان، وأقيم في 6 مايو 2023 ضمن سباقات سلسلة سباقات الاتحاد الدولي للدراجات للمحترفين 2023.
فاز بالمركز الأول ارنو دي لاي، وفاز بالمركز الثاني رومان جريجوار، وفاز بالمركز الثالث راسموس تيلر.

## الفرق
| فرق عالمية (6)- AG2R Citroën Team - Cofidis - Groupama-FDJ - Intermarché-Circus-Wanty - Arkéa-Samsic - Team DSM فرق برو (11)- بنجوال باوليز ساوكس دبليو بي ‏ - بولتون إكوتيز بلاك سبوك برو سايكلنج 2023 ‏ - برجس بي إتش 2023 ‏ - كاجا رورال-سيغوروس 2023 ‏ - Equipo Kern Pharma ‏ - أوسكالتيل أوسكادي 2023 ‏ - Lotto Dstny - Q36.5 Pro Cycling Team ‏ - سبورت فلاندرين بالويس ‏ - TotalEnergies - أونو اكس برو سايكلنج تيم 2023 ‏ فرق قارية (3)- CIC U Nantes Atlantique ‏ - Nice Métropole Côte d'Azur ‏ - إتش بي بي تي بي – أوبير 93 ‏ |  |
| |  |

## المشاركون
| TotalEnergies TEN | TotalEnergies TEN   | TotalEnergies TEN |
| ----------------- | ------------------- | ----------------- |
| م                 | عداء                | مرتبة             |
| 1                 | جوليان سيمون        | 18                |
| 2                 | توماس بونيت         | 28                |
| 3                 | Mathieu Burgaudeau ‏ | 6                 |
| 4                 | Sandy Dujardin ‏     | 24                |
| 5                 | لورينزو مانزين      | لم يكمل السباق    |
| 6                 | Jason Tesson ‏       | لم يكمل السباق    |
| 7                 | Mattéo Vercher ‏     | 94                |

| Groupama-FDJ GFC | Groupama-FDJ GFC         | Groupama-FDJ GFC |
| ---------------- | ------------------------ | ---------------- |
| م                | عداء                     | مرتبة            |
| 11               | Lewis Askey ‏             | 90               |
| 12               | رومان جريجوار            | 2                |
| 13               | أوليفييه لو جاك          | لم يكمل السباق   |
| 14               | Paul Penhoët ‏            | 11               |
| 15               | Laurence Pithie ‏         | 70               |
| 16               | Samuel Watson (cyclist) ‏ | 56               |
| 17               | Bram Welten ‏             | 82               |

| Arkéa-Samsic ARK | Arkéa-Samsic ARK | Arkéa-Samsic ARK |
| ---------------- | ---------------- | ---------------- |
| م                | عداء             | مرتبة            |
| 21               | لوران بيشون      | 68               |
| 22               | هوغو هوفستيتر    | 114              |
| 23               | جينثي بيرمانز ‏   | 12               |
| 24               | Kévin Ledanois ‏  | 67               |
| 25               | Matis Louvel ‏    | 79               |
| 26               | دانيال مكلاي     | 111              |
| 27               | ايلي جيسبرت      | 51               |

| Cofidis COF | Cofidis COF       | Cofidis COF    |
| ----------- | ----------------- | -------------- |
| م           | عداء              | مرتبة          |
| 31          | Axel Zingle ‏      | 9              |
| 32          | Eddy Finé ‏        | 8              |
| 33          | Wesley Kreder ‏    | 102            |
| 34          | Christophe Noppe ‏ | 113            |
| 35          | Alexis Renard ‏    | 92             |
| 36          | Jelle Wallays ‏    | لم يكمل السباق |
| 37          | Harrison Wood ‏    | 93             |

| AG2R Citroën Team ACT | AG2R Citroën Team ACT | AG2R Citroën Team ACT |
| --------------------- | --------------------- | --------------------- |
| م                     | عداء                  | مرتبة                 |
| 41                    | Bastien Tronchon ‏     | 13                    |
| 42                    | Jaakko Hänninen ‏      | لم يكمل السباق        |
| 43                    | Pierre Gautherat ‏     | 89                    |
| 44                    | Lawrence Naesen ‏      | 54                    |
| 45                    | Antoine Raugel ‏       | 30                    |
| 46                    | Valentin Retailleau ‏  | 74                    |
| 47                    | كليمان فنتوريني       | 5                     |

| Team DSM DSM | Team DSM DSM        | Team DSM DSM   |
| ------------ | ------------------- | -------------- |
| م            | عداء                | مرتبة          |
| 51           | Pavel Bittner ‏      | 39             |
| 52           | رومان كومبو         | 96             |
| 53           | شون فلين ‏           | 81             |
| 54           | Leon Heinschke ‏     | 31             |
| 55           | Lorenzo Milesi ‏     | 59             |
| 56           | Tim Naberman ‏       | 98             |
| 57           | Henri Vandenabeele ‏ | لم يكمل السباق |

| Intermarché-Circus-Wanty ICW | Intermarché-Circus-Wanty ICW | Intermarché-Circus-Wanty ICW |
| ---------------------------- | ---------------------------- | ---------------------------- |
| م                            | عداء                         | مرتبة                        |
| 61                           | أدريان بيتي                  | لم يكمل السباق               |
| 62                           | Julius Johansen ‏             | 97                           |
| 63                           | Madis Mihkels                | لم يكمل السباق               |
| 64                           | Kevin Kuhn ‏                  | 112                          |
| 65                           | بابتيست بلانكايرت            | 64                           |
| 66                           | Gerben Kuypers ‏              | لم يكمل السباق               |

| أونو-إكس موبيليتي ‏ UXT | أونو-إكس موبيليتي ‏ UXT | أونو-إكس موبيليتي ‏ UXT |
| ---------------------- | ---------------------- | ---------------------- |
| م                      | عداء                   | مرتبة                  |
| 71                     | ألكسندر كريستوف        | 17                     |
| 72                     | Erik Resell ‏           | 83                     |
| 73                     | راسموس تيلر (طريق)     | 3                      |
| 74                     | Søren Wærenskjold ‏     | لم يكمل السباق         |
| 75                     | Tord Gudmestad ‏        | 84                     |
| 77                     | William Blume Levy ‏    | 99                     |

| برجس بي إتش ‏ BBH | برجس بي إتش ‏ BBH | برجس بي إتش ‏ BBH |
| ---------------- | ---------------- | ---------------- |
| م                | عداء             | مرتبة            |
| 81               | Pelayo Sánchez ‏  | 20               |
| 82               | Eric Fagúndez ‏   | 62               |
| 83               | خيسوس إيزكيرا    | 14               |
| 84               | Clément Alleno ‏  | لم يكمل السباق   |
| 85               | Cyril Barthe ‏    | 42               |
| 86               | Ander Okamika ‏   | لم يكمل السباق   |
| 87               | جيتسي بول        | 22               |

| كاجا رورال-سيغوروس ‏ CJR | كاجا رورال-سيغوروس ‏ CJR | كاجا رورال-سيغوروس ‏ CJR |
| ----------------------- | ----------------------- | ----------------------- |
| م                       | عداء                    | مرتبة                   |
| 91                      | Julen Amezqueta ‏        | 27                      |
| 92                      | Orluis Aular ‏ (طريق)    | 4                       |
| 93                      | Jon Barrenetxea ‏        | 15                      |
| 94                      | Mulu Hailemichael ‏      | 57                      |
| 95                      | Calum Johnston ‏         | 76                      |
| 96                      | Joseba López ‏           | لم يكمل السباق          |
| 97                      | Joel Nicolau ‏           | 58                      |

| أوسكالتيل أوسكادي ‏ EUS | أوسكالتيل أوسكادي ‏ EUS | أوسكالتيل أوسكادي ‏ EUS |
| ---------------------- | ---------------------- | ---------------------- |
| م                      | عداء                   | مرتبة                  |
| 101                    | Carlos Canal ‏          | 19                     |
| 102                    | Antonio Jesús Soto ‏    | لم يكمل السباق         |
| 103                    | Unai Iribar ‏           | 26                     |
| 104                    | Enekoitz Azparren ‏     | 105                    |
| 105                    | Xabier Azparren ‏       | 55                     |
| 106                    | Iker Ballarin ‏         | لم يكمل السباق         |
| 107                    | Xabier Berasategi ‏     | 38                     |

| Equipo Kern Pharma ‏ EKP | Equipo Kern Pharma ‏ EKP | Equipo Kern Pharma ‏ EKP |
| ----------------------- | ----------------------- | ----------------------- |
| م                       | عداء                    | مرتبة                   |
| 111                     | فرنسيسكو غالفان         | 35                      |
| 112                     | Álex Jaime ‏             | 43                      |
| 113                     | مارتي ماركيز            | 77                      |
| 114                     | Urko Berrade ‏           | 29                      |
| 115                     | Mikel Retegi ‏           | 116                     |
| 116                     | Pau Miquel ‏             | 52                      |
| 117                     | Danny van der Tuuk ‏     | 48                      |

| Lotto Dstny LTD | Lotto Dstny LTD     | Lotto Dstny LTD |
| --------------- | ------------------- | --------------- |
| م               | عداء                | مرتبة           |
| 121             | ارنو دي لاي         | 1               |
| 122             | Cédric Beullens ‏    | 47              |
| 123             | جاسبر دي بويست      | 75              |
| 124             | فريدريك فريزون      | 80              |
| 125             | Jarne Van de Paar ‏  | 91              |
| 126             | برنت فان موير       | 32              |
| 127             | Florian Vermeersch ‏ | 86              |

| بنجوال باوليز ساوكس دبليو بي ‏ BWB | بنجوال باوليز ساوكس دبليو بي ‏ BWB | بنجوال باوليز ساوكس دبليو بي ‏ BWB |
| --------------------------------- | --------------------------------- | --------------------------------- |
| م                                 | عداء                              | مرتبة                             |
| 131                               | فلوريس دي تير                     | 25                                |
| 132                               | Luca De Meester ‏                  | 95                                |
| 133                               | Cériel Desal ‏                     | 101                               |
| 134                               | Karl Patrick Lauk ‏                | لم يكمل السباق                    |
| 135                               | Ludovic Robeet ‏                   | 87                                |
| 136                               | Alexander Salby ‏                  | 107                               |
| 137                               | Guillaume Van Keirsbulck ‏         | 100                               |

| سبورت فلاندرين بالويس ‏ TFB | سبورت فلاندرين بالويس ‏ TFB | سبورت فلاندرين بالويس ‏ TFB |
| -------------------------- | -------------------------- | -------------------------- |
| م                          | عداء                       | مرتبة                      |
| 141                        | أليكس كولمان ‏              | 40                         |
| 142                        | Sander De Pestel ‏          | 34                         |
| 143                        | Ruben Apers ‏               | 41                         |
| 144                        | Milan Fretin ‏              | 117                        |
| 145                        | Vincent Van Hemelen ‏       | لم يكمل السباق             |
| 146                        | Aaron Van Poucke ‏          | 60                         |
| 147                        | Ward Vanhoof ‏              | 50                         |

| بلاك سبوك برو سايكلنج ‏ BEB | بلاك سبوك برو سايكلنج ‏ BEB | بلاك سبوك برو سايكلنج ‏ BEB |
| -------------------------- | -------------------------- | -------------------------- |
| م                          | عداء                       | مرتبة                      |
| 151                        | Bailey O'Donnell ‏          | 110                        |
| 152                        | Paul Wright ‏               | 104                        |
| 153                        | جاكوب سكوت ‏                | 106                        |
| 154                        | أولي جونز ‏                 | 71                         |
| 155                        | James Fouché ‏              | 36                         |
| 156                        | George Jackson (cyclist) ‏  | 72                         |
| 157                        | Luke Mudgway ‏              | 44                         |

| Q36.5 Pro Cycling Team ‏ Q36 | Q36.5 Pro Cycling Team ‏ Q36 | Q36.5 Pro Cycling Team ‏ Q36 |
| --------------------------- | --------------------------- | --------------------------- |
| م                           | عداء                        | مرتبة                       |
| 161                         | Walter Calzoni ‏             | 69                          |
| 162                         | Marcel Camprubí ‏            | 53                          |
| 163                         | Fabio Christen ‏             | 33                          |
| 164                         | Alessandro Fedeli ‏          | 7                           |
| 165                         | Kamil Małecki ‏              | 108                         |
| 166                         | Cyrus Monk ‏                 | 65                          |
| 167                         | Antonio Puppio ‏             | 118                         |

| إتش بي بي تي بي – أوبير 93 ‏ AUB | إتش بي بي تي بي – أوبير 93 ‏ AUB | إتش بي بي تي بي – أوبير 93 ‏ AUB |
| ------------------------------- | ------------------------------- | ------------------------------- |
| م                               | عداء                            | مرتبة                           |
| 171                             | Théo Delacroix ‏                 | 88                              |
| 172                             | Thomas Devaux ‏                  | 66                              |
| 173                             | Thomas Gachignard ‏              | 23                              |
| 174                             | أنتوني مالدونادو                | 45                              |
| 175                             | Flavien Maurelet ‏               | 21                              |
| 176                             | Florian Rapiteau ‏               | 109                             |
| 177                             | Romain Cardis ‏                  | 10                              |

| CIC U Nantes Atlantique ‏ UCN | CIC U Nantes Atlantique ‏ UCN | CIC U Nantes Atlantique ‏ UCN |
| ---------------------------- | ---------------------------- | ---------------------------- |
| م                            | عداء                         | مرتبة                        |
| 181                          | بيير باربييه                 | لم يكمل السباق               |
| 182                          | Léo Danès ‏                   | 61                           |
| 183                          | Maël Guégan ‏                 | 49                           |
| 184                          | Jordan Jegat ‏                | 16                           |
| 185                          | Yaël Joalland ‏               | 37                           |
| 187                          | ايمانويل مورين               | 63                           |

| Nice Métropole Côte d'Azur ‏ NMC | Nice Métropole Côte d'Azur ‏ NMC | Nice Métropole Côte d'Azur ‏ NMC |
| ------------------------------- | ------------------------------- | ------------------------------- |
| م                               | عداء                            | مرتبة                           |
| 191                             | Jonathan Couanon ‏               | 115                             |
| 192                             | Damien Girard (cyclist) ‏        | 73                              |
| 193                             | Paul Hennequin ‏                 | لم يكمل السباق                  |
| 194                             | Axel Narbonne-Zuccarelli ‏       | 78                              |
| 195                             | Jean-Louis Le Ny ‏               | 46                              |
| 196                             | Julian Lino ‏                    | 85                              |
| 197                             | Andrea Mifsud ‏                  | 103                             |

| TotalEnergies TEN | TotalEnergies TEN   | TotalEnergies TEN |
| ----------------- | ------------------- | ----------------- |
| م                 | عداء                | مرتبة             |
| 1                 | جوليان سيمون        | 18                |
| 2                 | توماس بونيت         | 28                |
| 3                 | Mathieu Burgaudeau ‏ | 6                 |
| 4                 | Sandy Dujardin ‏     | 24                |
| 5                 | لورينزو مانزين      | لم يكمل السباق    |
| 6                 | Jason Tesson ‏       | لم يكمل السباق    |
| 7                 | Mattéo Vercher ‏     | 94                |

| Groupama-FDJ GFC | Groupama-FDJ GFC         | Groupama-FDJ GFC |
| ---------------- | ------------------------ | ---------------- |
| م                | عداء                     | مرتبة            |
| 11               | Lewis Askey ‏             | 90               |
| 12               | رومان جريجوار            | 2                |
| 13               | أوليفييه لو جاك          | لم يكمل السباق   |
| 14               | Paul Penhoët ‏            | 11               |
| 15               | Laurence Pithie ‏         | 70               |
| 16               | Samuel Watson (cyclist) ‏ | 56               |
| 17               | Bram Welten ‏             | 82               |

| Arkéa-Samsic ARK | Arkéa-Samsic ARK | Arkéa-Samsic ARK |
| ---------------- | ---------------- | ---------------- |
| م                | عداء             | مرتبة            |
| 21               | لوران بيشون      | 68               |
| 22               | هوغو هوفستيتر    | 114              |
| 23               | جينثي بيرمانز ‏   | 12               |
| 24               | Kévin Ledanois ‏  | 67               |
| 25               | Matis Louvel ‏    | 79               |
| 26               | دانيال مكلاي     | 111              |
| 27               | ايلي جيسبرت      | 51               |

| Cofidis COF | Cofidis COF       | Cofidis COF    |
| ----------- | ----------------- | -------------- |
| م           | عداء              | مرتبة          |
| 31          | Axel Zingle ‏      | 9              |
| 32          | Eddy Finé ‏        | 8              |
| 33          | Wesley Kreder ‏    | 102            |
| 34          | Christophe Noppe ‏ | 113            |
| 35          | Alexis Renard ‏    | 92             |
| 36          | Jelle Wallays ‏    | لم يكمل السباق |
| 37          | Harrison Wood ‏    | 93             |

| AG2R Citroën Team ACT | AG2R Citroën Team ACT | AG2R Citroën Team ACT |
| --------------------- | --------------------- | --------------------- |
| م                     | عداء                  | مرتبة                 |
| 41                    | Bastien Tronchon ‏     | 13                    |
| 42                    | Jaakko Hänninen ‏      | لم يكمل السباق        |
| 43                    | Pierre Gautherat ‏     | 89                    |
| 44                    | Lawrence Naesen ‏      | 54                    |
| 45                    | Antoine Raugel ‏       | 30                    |
| 46                    | Valentin Retailleau ‏  | 74                    |
| 47                    | كليمان فنتوريني       | 5                     |

| Team DSM DSM | Team DSM DSM        | Team DSM DSM   |
| ------------ | ------------------- | -------------- |
| م            | عداء                | مرتبة          |
| 51           | Pavel Bittner ‏      | 39             |
| 52           | رومان كومبو         | 96             |
| 53           | شون فلين ‏           | 81             |
| 54           | Leon Heinschke ‏     | 31             |
| 55           | Lorenzo Milesi ‏     | 59             |
| 56           | Tim Naberman ‏       | 98             |
| 57           | Henri Vandenabeele ‏ | لم يكمل السباق |

| Intermarché-Circus-Wanty ICW | Intermarché-Circus-Wanty ICW | Intermarché-Circus-Wanty ICW |
| ---------------------------- | ---------------------------- | ---------------------------- |
| م                            | عداء                         | مرتبة                        |
| 61                           | أدريان بيتي                  | لم يكمل السباق               |
| 62                           | Julius Johansen ‏             | 97                           |
| 63                           | Madis Mihkels                | لم يكمل السباق               |
| 64                           | Kevin Kuhn ‏                  | 112                          |
| 65                           | بابتيست بلانكايرت            | 64                           |
| 66                           | Gerben Kuypers ‏              | لم يكمل السباق               |

| أونو-إكس موبيليتي ‏ UXT | أونو-إكس موبيليتي ‏ UXT | أونو-إكس موبيليتي ‏ UXT |
| ---------------------- | ---------------------- | ---------------------- |
| م                      | عداء                   | مرتبة                  |
| 71                     | ألكسندر كريستوف        | 17                     |
| 72                     | Erik Resell ‏           | 83                     |
| 73                     | راسموس تيلر (طريق)     | 3                      |
| 74                     | Søren Wærenskjold ‏     | لم يكمل السباق         |
| 75                     | Tord Gudmestad ‏        | 84                     |
| 77                     | William Blume Levy ‏    | 99                     |

| برجس بي إتش ‏ BBH | برجس بي إتش ‏ BBH | برجس بي إتش ‏ BBH |
| ---------------- | ---------------- | ---------------- |
| م                | عداء             | مرتبة            |
| 81               | Pelayo Sánchez ‏  | 20               |
| 82               | Eric Fagúndez ‏   | 62               |
| 83               | خيسوس إيزكيرا    | 14               |
| 84               | Clément Alleno ‏  | لم يكمل السباق   |
| 85               | Cyril Barthe ‏    | 42               |
| 86               | Ander Okamika ‏   | لم يكمل السباق   |
| 87               | جيتسي بول        | 22               |

| كاجا رورال-سيغوروس ‏ CJR | كاجا رورال-سيغوروس ‏ CJR | كاجا رورال-سيغوروس ‏ CJR |
| ----------------------- | ----------------------- | ----------------------- |
| م                       | عداء                    | مرتبة                   |
| 91                      | Julen Amezqueta ‏        | 27                      |
| 92                      | Orluis Aular ‏ (طريق)    | 4                       |
| 93                      | Jon Barrenetxea ‏        | 15                      |
| 94                      | Mulu Hailemichael ‏      | 57                      |
| 95                      | Calum Johnston ‏         | 76                      |
| 96                      | Joseba López ‏           | لم يكمل السباق          |
| 97                      | Joel Nicolau ‏           | 58                      |

| أوسكالتيل أوسكادي ‏ EUS | أوسكالتيل أوسكادي ‏ EUS | أوسكالتيل أوسكادي ‏ EUS |
| ---------------------- | ---------------------- | ---------------------- |
| م                      | عداء                   | مرتبة                  |
| 101                    | Carlos Canal ‏          | 19                     |
| 102                    | Antonio Jesús Soto ‏    | لم يكمل السباق         |
| 103                    | Unai Iribar ‏           | 26                     |
| 104                    | Enekoitz Azparren ‏     | 105                    |
| 105                    | Xabier Azparren ‏       | 55                     |
| 106                    | Iker Ballarin ‏         | لم يكمل السباق         |
| 107                    | Xabier Berasategi ‏     | 38                     |

| Equipo Kern Pharma ‏ EKP | Equipo Kern Pharma ‏ EKP | Equipo Kern Pharma ‏ EKP |
| ----------------------- | ----------------------- | ----------------------- |
| م                       | عداء                    | مرتبة                   |
| 111                     | فرنسيسكو غالفان         | 35                      |
| 112                     | Álex Jaime ‏             | 43                      |
| 113                     | مارتي ماركيز            | 77                      |
| 114                     | Urko Berrade ‏           | 29                      |
| 115                     | Mikel Retegi ‏           | 116                     |
| 116                     | Pau Miquel ‏             | 52                      |
| 117                     | Danny van der Tuuk ‏     | 48                      |

| Lotto Dstny LTD | Lotto Dstny LTD     | Lotto Dstny LTD |
| --------------- | ------------------- | --------------- |
| م               | عداء                | مرتبة           |
| 121             | ارنو دي لاي         | 1               |
| 122             | Cédric Beullens ‏    | 47              |
| 123             | جاسبر دي بويست      | 75              |
| 124             | فريدريك فريزون      | 80              |
| 125             | Jarne Van de Paar ‏  | 91              |
| 126             | برنت فان موير       | 32              |
| 127             | Florian Vermeersch ‏ | 86              |

| بنجوال باوليز ساوكس دبليو بي ‏ BWB | بنجوال باوليز ساوكس دبليو بي ‏ BWB | بنجوال باوليز ساوكس دبليو بي ‏ BWB |
| --------------------------------- | --------------------------------- | --------------------------------- |
| م                                 | عداء                              | مرتبة                             |
| 131                               | فلوريس دي تير                     | 25                                |
| 132                               | Luca De Meester ‏                  | 95                                |
| 133                               | Cériel Desal ‏                     | 101                               |
| 134                               | Karl Patrick Lauk ‏                | لم يكمل السباق                    |
| 135                               | Ludovic Robeet ‏                   | 87                                |
| 136                               | Alexander Salby ‏                  | 107                               |
| 137                               | Guillaume Van Keirsbulck ‏         | 100                               |

| سبورت فلاندرين بالويس ‏ TFB | سبورت فلاندرين بالويس ‏ TFB | سبورت فلاندرين بالويس ‏ TFB |
| -------------------------- | -------------------------- | -------------------------- |
| م                          | عداء                       | مرتبة                      |
| 141                        | أليكس كولمان ‏              | 40                         |
| 142                        | Sander De Pestel ‏          | 34                         |
| 143                        | Ruben Apers ‏               | 41                         |
| 144                        | Milan Fretin ‏              | 117                        |
| 145                        | Vincent Van Hemelen ‏       | لم يكمل السباق             |
| 146                        | Aaron Van Poucke ‏          | 60                         |
| 147                        | Ward Vanhoof ‏              | 50                         |

| بلاك سبوك برو سايكلنج ‏ BEB | بلاك سبوك برو سايكلنج ‏ BEB | بلاك سبوك برو سايكلنج ‏ BEB |
| -------------------------- | -------------------------- | -------------------------- |
| م                          | عداء                       | مرتبة                      |
| 151                        | Bailey O'Donnell ‏          | 110                        |
| 152                        | Paul Wright ‏               | 104                        |
| 153                        | جاكوب سكوت ‏                | 106                        |
| 154                        | أولي جونز ‏                 | 71                         |
| 155                        | James Fouché ‏              | 36                         |
| 156                        | George Jackson (cyclist) ‏  | 72                         |
| 157                        | Luke Mudgway ‏              | 44                         |

| Q36.5 Pro Cycling Team ‏ Q36 | Q36.5 Pro Cycling Team ‏ Q36 | Q36.5 Pro Cycling Team ‏ Q36 |
| --------------------------- | --------------------------- | --------------------------- |
| م                           | عداء                        | مرتبة                       |
| 161                         | Walter Calzoni ‏             | 69                          |
| 162                         | Marcel Camprubí ‏            | 53                          |
| 163                         | Fabio Christen ‏             | 33                          |
| 164                         | Alessandro Fedeli ‏          | 7                           |
| 165                         | Kamil Małecki ‏              | 108                         |
| 166                         | Cyrus Monk ‏                 | 65                          |
| 167                         | Antonio Puppio ‏             | 118                         |

| إتش بي بي تي بي – أوبير 93 ‏ AUB | إتش بي بي تي بي – أوبير 93 ‏ AUB | إتش بي بي تي بي – أوبير 93 ‏ AUB |
| ------------------------------- | ------------------------------- | ------------------------------- |
| م                               | عداء                            | مرتبة                           |
| 171                             | Théo Delacroix ‏                 | 88                              |
| 172                             | Thomas Devaux ‏                  | 66                              |
| 173                             | Thomas Gachignard ‏              | 23                              |
| 174                             | أنتوني مالدونادو                | 45                              |
| 175                             | Flavien Maurelet ‏               | 21                              |
| 176                             | Florian Rapiteau ‏               | 109                             |
| 177                             | Romain Cardis ‏                  | 10                              |

| CIC U Nantes Atlantique ‏ UCN | CIC U Nantes Atlantique ‏ UCN | CIC U Nantes Atlantique ‏ UCN |
| ---------------------------- | ---------------------------- | ---------------------------- |
| م                            | عداء                         | مرتبة                        |
| 181                          | بيير باربييه                 | لم يكمل السباق               |
| 182                          | Léo Danès ‏                   | 61                           |
| 183                          | Maël Guégan ‏                 | 49                           |
| 184                          | Jordan Jegat ‏                | 16                           |
| 185                          | Yaël Joalland ‏               | 37                           |
| 187                          | ايمانويل مورين               | 63                           |

| Nice Métropole Côte d'Azur ‏ NMC | Nice Métropole Côte d'Azur ‏ NMC | Nice Métropole Côte d'Azur ‏ NMC |
| ------------------------------- | ------------------------------- | ------------------------------- |
| م                               | عداء                            | مرتبة                           |
| 191                             | Jonathan Couanon ‏               | 115                             |
| 192                             | Damien Girard (cyclist) ‏        | 73                              |
| 193                             | Paul Hennequin ‏                 | لم يكمل السباق                  |
| 194                             | Axel Narbonne-Zuccarelli ‏       | 78                              |
| 195                             | Jean-Louis Le Ny ‏               | 46                              |
| 196                             | Julian Lino ‏                    | 85                              |
| 197                             | Andrea Mifsud ‏                  | 103                             |

## التصنيف العام النهائي
| التصنيف العام         | التصنيف العام       | التصنيف العام               | التصنيف العام | التصنيف العام |
| العداء                | العداء              | الفريق                      | الوقت         |               |
| --------------------- | ------------------- | --------------------------- | ------------- | ------------- |
| 1                     | ارنو دي لاي         | Lotto Dstny                 | 4 س 21 د 59 ث |               |
| 2                     | رومان جريجوار       | Groupama-FDJ                | + 0 ث         |               |
| 3                     | راسموس تيلر         | أونو اكس برو سايكلنج تيم ‏   | + 0 ث         |               |
| 4                     | Orluis Aular ‏       | كاجا رورال-سيغوروس ‏         | + 0 ث         |               |
| 5                     | كليمان فنتوريني     | AG2R Citroën Team           | + 0 ث         |               |
| 6                     | Mathieu Burgaudeau ‏ | TotalEnergies               | + 0 ث         |               |
| 7                     | Alessandro Fedeli ‏  | Q36.5 Pro Cycling Team ‏     | + 0 ث         |               |
| 8                     | Eddy Finé ‏          | Cofidis                     | + 0 ث         |               |
| 9                     | Axel Zingle ‏        | Cofidis                     | + 0 ث         |               |
| 10                    | Romain Cardis ‏      | إتش بي بي تي بي – أوبير 93 ‏ | + 0 ث         |               |
|                       |                     |                             |               |               |
| مصدر: ProCyclingStats |                     |                             |               |               |

## وصلات خارجية
- الموقع الرسمي
- لمحة عن سباق جراند بريكس دو موربيهان 2023 على موقع  ProCyclingStats   (برو  سايكلنج  ستاتس) - إحصاءات  محترفي  الدراجات.
- جراند بريكس دو موربيهان 2023 على موقع إحصائيات الدراجات الإحترافية (الإنجليزية)